# Episodi de L'uomo ombra (seconda stagione)
La prima stagione della serie televisiva L'uomo ombra è andata in onda negli Stati Uniti dal 24 ottobre 1958 al 26 giugno 1959 sulla NBC.
| nº | Titolo originale                                | Prima TV USA     | Titolo italiano | Prima TV Italia |
| -- | ----------------------------------------------- | ---------------- | --------------- | --------------- |
| 1  | Scene of the Crime                              | 24 ottobre 1958  |                 |                 |
| 2  | Housewarming                                    | 31 ottobre 1958  |                 |                 |
| 3  | Pack My Gat, Beulah                             | 7 novembre 1958  |                 |                 |
| 4  | Lost Last Chapter                               | 14 novembre 1958 |                 |                 |
| 5  | I Loathe You, Darling                           | 21 novembre 1958 |                 |                 |
| 6  | Human Bomb                                      | 28 novembre 1958 |                 |                 |
| 7  | Plague of Pigeons                               | 5 dicembre 1958  |                 |                 |
| 8  | Design for Murder                               | 12 dicembre 1958 |                 |                 |
| 9  | Murder in Mink                                  | 19 dicembre 1958 |                 |                 |
| 10 | Lady on the Lam                                 | 26 dicembre 1958 |                 |                 |
| 11 | Beauty and the Bath                             | 2 gennaio 1959   |                 |                 |
| 12 | The Case of the Baggy Pants                     | 9 gennaio 1959   |                 |                 |
| 13 | Maine Thing                                     | 23 gennaio 1959  |                 |                 |
| 14 | Outrageous                                      | 30 gennaio 1959  |                 |                 |
| 15 | The Big Holdout                                 | 6 febbraio 1959  |                 |                 |
| 16 | Perfect Servant                                 | 13 febbraio 1959 |                 |                 |
| 17 | A Funny Thing Happened on the Way to the Morgue | 20 febbraio 1959 |                 |                 |
| 18 | Black Wind and Lightning                        | 27 febbraio 1959 |                 |                 |
| 19 | Holiday for Hazel                               | 6 marzo 1959     |                 |                 |
| 20 | Lady Frankenstein                               | 13 marzo 1959    |                 |                 |
| 21 | Mayhem to Music                                 | 20 marzo 1959    |                 |                 |
| 22 | La Sabre Invecta Est?                           | 27 marzo 1959    |                 |                 |
| 23 | Glory Road                                      | 3 aprile 1959    |                 |                 |
| 24 | Anonymity Anyone?                               | 10 aprile 1959   |                 |                 |
| 25 | That's Gratitude                                | 17 aprile 1959   |                 |                 |
| 26 | The Cat Kicker                                  | 24 aprile 1959   |                 |                 |
| 27 | Bronze Bonze                                    | 1º maggio 1959   |                 |                 |
| 28 | Requiem for a Recluse                           | 8 maggio 1959    |                 |                 |
| 29 | Nora Goes Over the Wall                         | 15 maggio 1959   |                 |                 |
| 30 | Hamilton Hollered Help                          | 22 maggio 1959   |                 |                 |
| 31 | Dear Dead Days                                  | 29 maggio 1959   |                 |                 |
| 32 | Cold Cargo                                      | 5 giugno 1959    |                 |                 |
| 33 | Bat McKidderick Esq.                            | 12 giugno 1959   |                 |                 |
| 34 | Cherchez la Sexpot                              | 19 giugno 1959   |                 |                 |
| 35 | Paradise Discovered                             | 26 giugno 1959   |                 |                 |

## Scene of the Crime
- Prima televisiva: 24 ottobre 1958

### Trama
- Guest star: Jack Albertson (tenente Evans), Tina Carver (Mrs. Tyson), Emile Meyer (Clyde), Hayden Rorke (Tyson)

## Housewarming
- Prima televisiva: 31 ottobre 1958

### Trama
- Guest star: Jack Albertson (tenente Evans), John Hoyt (Sitwell), Patricia Donahue (Hazel)

## Pack My Gat, Beulah
- Prima televisiva: 7 novembre 1958

### Trama
- Guest star: Blanche Sweet (Mrs. Durkem), Nita Talbot (Blondie Collins), Lurene Tuttle (Martha Cawthorne)

## Lost Last Chapter
- Prima televisiva: 14 novembre 1958

### Trama
- Guest star: Bob Hope (sé stesso), Ann McCrea (Billie), Gavin MacLeod (Jackson)

## I Loathe You, Darling
- Prima televisiva: 21 novembre 1958
- Diretto da: John Newland
- Scritto da: Michael Fessier

### Trama
- Guest star: Autumn Russell (Penelope Neff), Eugenia Paul (Moana), Patricia Donahue (Hazel), Jack Albertson (tenente Evans), Paul Richards (Freddie Dee), Alan Reed, Jr. (Jonathan Packson), Blanche Sweet (Mrs. Durkem)

## Human Bomb
- Prima televisiva: 28 novembre 1958

### Trama
- Guest star: Ray Walker (detective Hull), Rodney Bell (Peter Brand), Jack Albertson (tenente Evans), Jacques Aubuchon (Leonard Rankin)

## Plague of Pigeons
- Prima televisiva: 5 dicembre 1958

### Trama
- Guest star: Charles Fredericks (Currie), Jack Albertson (tenente Evans)

## Design for Murder
- Prima televisiva: 12 dicembre 1958

### Trama
- Guest star: Paul Dubov (Raucat), Helmut Dantine (barone Orlonski)

## Murder in Mink
- Prima televisiva: 19 dicembre 1958

### Trama
- Guest star: Robert McQueeney (Jason), Karine Nordman (Madame Michel), Jack Albertson (tenente Evans)

## Lady on the Lam
- Prima televisiva: 26 dicembre 1958

### Trama
- Guest star: Patricia Donahue (Hazel), Jack Albertson (tenente Evans), Marjorie Bennett (Mrs. Bascombe), Nita Talbot (Blondie Collins)

## Beauty and the Bath
- Prima televisiva: 2 gennaio 1959
- Diretto da: Don Weis

### Trama
- Guest star: Eva Lynd (Angela), Rebecca Welles (Maria), Kasey Rogers (Madame), Ben Astar (Rodolfo)

## The Case of the Baggy Pants
- Prima televisiva: 9 gennaio 1959

### Trama
- Guest star: Barbara Nichols, Hank Henry (Noonan), Stanley Adams (Kruger)

## Maine Thing
- Prima televisiva: 23 gennaio 1959

### Trama
- Guest star: Eddie Firestone (Turkey), Philip Coolidge (sceriffo)

## Outrageous
- Prima televisiva: 30 gennaio 1959

### Trama
- Guest star: Patricia Donahue (Hazel), Peter Leeds (Martin), Nita Talbot (Blondie Collins)

## The Big Holdout
- Prima televisiva: 6 febbraio 1959

### Trama
- Guest star: Robert Brubaker (Tolan)

## Perfect Servant
- Prima televisiva: 13 febbraio 1959

### Trama
- Guest star: Jesse White

## A Funny Thing Happened on the Way to the Morgue
- Prima televisiva: 20 febbraio 1959

### Trama
- Guest star: Bob Hopkins (Miller), Tracey Roberts (Lillian), Jack Albertson (tenente Evans)

## Black Wind and Lightning
- Prima televisiva: 27 febbraio 1959
- Diretto da: Don Weis

### Trama
- Guest star: Wendy Winkelman, Paul Genge, Frances Bavier, Richard Deacon

## Holiday for Hazel
- Prima televisiva: 6 marzo 1959

### Trama
- Guest star: Steve Allen (se stesso), Max Showalter (Cameron), Patricia Donahue (Hazel), Jack Albertson (tenente Evans)

## Lady Frankenstein
- Prima televisiva: 13 marzo 1959

### Trama
- Guest star: Nita Talbot (Blondie Collins), Doris Packer (Della), Fritz Feld (Count Sedora)

## Mayhem to Music
- Prima televisiva: 20 marzo 1959

### Trama
- Guest star: Mary Beth Hughes (Eve Marloff), Jack Albertson (tenente Evans)

## La Sabre Invecta Est?
- Prima televisiva: 27 marzo 1959
- Diretto da: Andrew McCullough

### Trama
- Guest star: James Maloney, Bill Catching, Gregory Gaye, Marian Collier (Blonde), Myrna Hansen (Sandra), Gustavo Rojo (Kewpie Amoroso)

## Glory Road
- Prima televisiva: 3 aprile 1959
- Diretto da: Richard Kinon

### Trama
- Guest star: Steve Mitchell (Parmalee), Patricia Mowbray (Cheryl), Sam Flint (Gladwin), Alex Gerry (Clark), Marianne Stewart (Sheila)

## Anonymity Anyone?
- Prima televisiva: 10 aprile 1959
- Diretto da: Don Weis

### Trama
- Guest star: Ned Wever (Warren Cornwall), Dabbs Greer (Amboy), John Close (Shelly), Ken Lynch (Murphy), Carmen Phillips (Alice), Norman Alden (Longstreet), Jack Carr (Hanson)

## That's Gratitude
- Prima televisiva: 17 aprile 1959
- Diretto da: Don Weis
- Scritto da: Edmund Hartmann

### Trama
- Guest star: Leonard Bremen (Fred Dugan), Victoria King (Gracie), Scott Peters (Tom Miller), Peggy Maley (Stella)

## The Cat Kicker
- Prima televisiva: 24 aprile 1959

### Trama
- Guest star: John Holland (Kalman), Naura Hayden (Roberta Hagen), Don Rickles (Eddie)

## Bronze Bonze
- Prima televisiva: 1º maggio 1959

### Trama
- Guest star: Stanley Adams (Chou Yang), Charlita (Lily Ying)

## Requiem for a Recluse
- Prima televisiva: 8 maggio 1959

### Trama
- Guest star: Anthony Eustrel (Parsons), Amy Douglass (Lucy), Alan Hewitt (Van Horn), Sylvia Field (Baby)

## Nora Goes Over the Wall
- Prima televisiva: 15 maggio 1959

### Trama
- Guest star: Gloria Henry (Valerie), Charles Tannen (Roberts), Robert Quarry (Gregory), Sandy Kenyon (Spider)

## Hamilton Hollered Help
- Prima televisiva: 22 maggio 1959

### Trama
- Guest star: Dick Wessel (Willis Crossett), Jane Betts (Ma Crossett), Tudor Owen (Cockney Charlie)

## Dear Dead Days
- Prima televisiva: 29 maggio 1959
- Diretto da: Don Weis
- Scritto da: Michael Fessier

### Trama
- Guest star: Joseph Vitale, Eddie Foster, Walter Burke, Marjorie Bennett, Harry Arnie, Milton Frome (Hastrow), Eve McVeagh (Dane), Jack Albertson (tenente Evans)

## Cold Cargo
- Prima televisiva: 5 giugno 1959

### Trama
- Guest star: Bert Freed (Healey), Clark Howat (Jessup)

## Bat McKidderick Esq.
- Prima televisiva: 12 giugno 1959
- Diretto da: Andrew McCullough

### Trama
- Guest star: Maggie Pierce, Bud Osborne, Robert Griffin, Barbara English, Iron Eyes Cody, Stuart Randall (sceriffo), Mary Wickes (Sally), Chick Chandler (McKidderick)

## Cherchez la Sexpot
- Prima televisiva: 19 giugno 1959

### Trama
- Guest star: Sandra Warner (Felicia), Jerome Cowan (Fulton), Harry Landers (Hodges)

## Paradise Discovered
- Prima televisiva: 26 giugno 1959

### Trama
- Guest star: Doris Singleton (Sheila), Marya Stevens (Liana), Lou Krugman (Challou)